# Maurice Verdeun
Maurice Verdeun, né le 5 février 1929 aux Chartrons à Bordeaux et mort le 13 octobre 2014 à Eysines, est un coureur cycliste français.

## Biographie
Maurice Verdeun est le fils de Marcel Verdeun, ancien champion de Guyenne de vitesse. Son frère Robert a également été coureur cycliste.
Il fait  des études à l’école professionnelle de Bordeaux. Verdeun débute en 1944 par une victoire dans l’éliminatoire du Premier Pas Dunlop et remporte ensuite quelques autres victoires dans des épreuves routières, mais il pense surtout à faire une carrière dans le sprint. Après quelques succès sur piste, il « monte » vers la capitale, où il enlève la Grande Finale de la Médaille en 1948. Sélectionné pour les championnats du monde 1949 à Copenhague, il élimine la plupart des concurrents et ne s’incline que devant Sydney Patterson, qui est sacré champion du monde.
En 1950, il signe au V. C. 12e, à Paris, où il reçoit les conseils du président Chicot, qui lui ouvre la porte de son logis. Là, dans une ambiance familiale, il ne cesse de progresser. En juin de la même année, il dispute le championnat de France toutes catégories, à Bordeaux où un incident le fait éliminer. Quelques jours plus tard, il remporte le Grand Prix de vitesse de Paris amateur. Son père l'envoie à l'étranger, où il rencontre les meilleurs spécialistes du sprint et assure sa sélection pour le championnat du monde où il rencontre son compatriote et ami Pierre Even en finale et devient champion du monde,,.
Il doit cependant arrêter sa carrière, à 21 ans, à cause d'une angine monocytaire. En 345 courses disputées, il a obtenu 135 victoires.
Il part travailler dans le magasin de vélo familial, à Bordeaux, qu'il transforme en magasin de jouets. Il prend sa retraite en 2009.

## Palmarès
- 1947
  - Champion de Guyenne de vitesse
- 1948
  - Champion de Guyenne de vitesse[7]
  - Grande Finale de la Médaille
  - Grand Prix Cyclo-Sport de vitesse
- 1949
  -  Champion de France militaires de vitesse
  - Champion de Guyenne de vitesse
  - Champion de Guyenne de vitesse des sociétés
- 1950
  -  Champion du monde de vitesse amateurs
  -  Champion de France de vitesse amateurs
  -  Champion de France de vitesse des sociétés
  - Grand Prix de Paris amateurs